# Champrond-en-Perchet
Champrond-en-Perchet ist eine Gemeinde mit 389 Einwohnern (Stand: 1. Januar 2022) im nordfranzösischen Département Eure-et-Loir im Nordwesten der Region Centre-Val de Loire. Die Gemeinde gehört zum Arrondissement Nogent-le-Rotrou und zum Kanton Nogent-le-Rotrou.

## Lage
Champrond-en-Perchet liegt etwa 47 Kilometer westsüdwestlich von Chartres. Umgeben wird Champrond-en-Perchet von den Nachbargemeinden
- Arcisses mit Margon im Nordwesten und Brunelles im Norden und Osten,
- La Gaudaine im Osten und Südosten,
- Trizay-Coutretot-Saint-Serge im Süden,
- Nogent-le-Rotrou im Westen.

## Bevölkerungsentwicklung
| Jahr                       | 1962 | 1968 | 1975 | 1982 | 1990 | 1999 | 2006 | 2013 |
| Einwohner                  | 163  | 151  | 285  | 440  | 456  | 397  | 409  | 395  |
| Quellen: Cassini und INSEE |      |      |      |      |      |      |      |      |

## Sehenswürdigkeiten
- Kapellenruine Saint-Aubin